# Ferme de Travernay
La ferme de Travernay est une ferme située à Saint-Cyr-sur-Menthon, en France.

## Description
La ferme est située dans le département français de l’Ain, sur le domaine des Planons du musée départemental de la Bresse, sur le territoire de la commune de Saint-Cyr-sur-Menthon.
La cheminée de la ferme et sa souche font l’objet d’une inscription partielle au titre des monuments historiques depuis 1925.